# Иирсуское месторождение
Иирсуское месторождение (Иирсу, каз. Иірсу) — месторождение железных руд в Тюлькубасском районе Туркестанской области Казахстана. Расположено в центральной части Мыншункырской антиклинали, приурочено к отложениям известняков и доломитов нижнекаменноугольной эпохи. На глубине 270—700 м расположено 12 рудных тел в виде линз и пропластков длиной 170—1700 м, толщиной 6—40 м. Основные рудные минералы: магнетит, пирит, халькопирит, пирротин, кобальтин, сфалерит, галенит. Содержание железа в руде 30—60 %, меди 0,32—0,93 %. Общие запасы железных руд 327,1 млн т, меди 260,9 тыс. т. Месторождение находится на стадии разведки.